# Аудж (нохія)
Аудж (араб. ناحية عوج) — нохія у Сирії, що входить до складу району Масьяф провінції Хама. Адміністративний центр — м. Аудж.
| Сирія | Це незавершена стаття з географії Сирії. Ви можете допомогти проєкту, виправивши або дописавши її. |